# Narrogin
Narrogin ist eine Stadt in der Wheatbelt Region im australischen Bundesstaat Western Australia, die 192 Kilometer südöstlich von Perth, auf dem Great Southern Highway gelegen ist. Zur Zeit der Dampfmaschinen war Narrogin einer der wichtigsten Standorte für das Eisenbahnnetz im Süden Westaustraliens.

## Etymologie
Narrogin ist ein Aborigines-Wort. Die Stadt wurde im Jahr 1869 nach einer unweit gelegenen Lache anfänglich Narroging benannt. Die Bedeutung des heutigen Namens ist unklar; jedoch bestätigen verschiedene Quellen, dass er Schlagstock-Lager oder Alles im Überfluss bedeutet. Eine andere Version besagt, dass der Name sich vom Wort gnargagin ableitet, was Ort Wassers bedeutet.

## Geschichte
1835 gelangten die ersten Europäer in die Gegend von Narrogin. Zuerst wurde die Region allerdings erst in den 1860er und 1870er Jahren besiedelt. Davor waren die Wohnorte der Einwohner so verstreut gelegen, dass es nicht möglich war, eine Stadt zu gründen. Erst der Anschluss an die „Great Southern Railway“ im Juli 1889 führte zur Bildung einer größeren Siedlung. Narrogin wurde schließlich offiziell im Jahre 1897 begründet. Bis in die 1970er Jahre war die Stadt ein wichtiger Mittelpunkt der Region. Im Jahr 1978 wurde der Personenverkehr der Eisenbahn eingestellt.
Die vorige Funktion Narrogins als ein prominenter Eisenbahnknotenpunkt lockte landwirtschaftliche Dienstleistungsunternehmen sowie Dienststellen der Regierung an. Die Stadt akkumulierte bedeutende öffentliche Versorgung, hauptsächlich in den Gebieten der Gesundheit und der Erziehung. Im Gegensatz zu anderen australischen Landregionen, Narrogin erfasst ein angenähertes jährliches Wachstum von 2 %.

## Klima
|                       | Jan  | Feb  | Mär  | Apr  | Mai  | Jun  | Jul  | Aug  | Sep  | Okt  | Nov  | Dez  |   |       |
| Mittl. Tagesmax. (°C) | 30,9 | 30,2 | 27,5 | 23,6 | 19,1 | 16,0 | 15,0 | 15,6 | 17,9 | 21,8 | 25,6 | 28,7 | ⌀ | 22,6  |
| Mittl. Tagesmin. (°C) | 14,5 | 14,8 | 13,6 | 11,1 | 8,2  | 6,3  | 5,4  | 5,5  | 6,5  | 8,1  | 10,9 | 12,9 | ⌀ | 9,8   |
|                       |      |      |      |      |      |      |      |      |      |      |      |      |   |       |
| Niederschlag (mm)     | 21,5 | 12,1 | 18,8 | 29,6 | 53,6 | 71,6 | 82,4 | 65,2 | 43,6 | 23,2 | 24,5 | 13,7 | Σ | 459,8 |
|                       |      |      |      |      |      |      |      |      |      |      |      |      |   |       |
| Regentage (d)         | 2,8  | 3,0  | 4,3  | 6,9  | 10,8 | 14,9 | 16,3 | 15,2 | 12,7 | 8,1  | 6,6  | 3,8  | Σ | 105,4 |

| 14,5 |

| 14,8 |

| 13,6 |

| 11,1 |

| 8,2 |

| 6,3 |

| 5,4 |

| 5,5 |

| 6,5 |

| 8,1 |

| 10,9 |

| 12,9 |

| 14,5 |

| 14,8 |

| 13,6 |

| 11,1 |

| 8,2 |

| 6,3 |

| 5,4 |

| 5,5 |

| 6,5 |

| 8,1 |

| 10,9 |

| 12,9 |

## Prominente Einwohner
Barry Cable, ein Australian-Football-Spieler wohnt in Narrogin. Eine weitere prominente Tochter der Stadt ist Hayley Beresford, die 2008 an den Reitwettbewerben der Olympischen Spiele am Austragungsort Hongkong teilnahm.

### Söhne und Töchter der Stadt
- Brian Glencross (1941–2022), Hockeyspieler und Trainer
- Stephen Smith (* 1955), Politiker
- Brad Hogg (* 1971), Cricketspieler
- Bevan George (* 1977), Hockeyspieler
- Shaun Marsh (* 1983), Cricketspieler